# Equipe neerlandesa na Copa Billie Jean King
A equipe neerlandesa na Copa Billie Jean King representa os Países Baixos na Copa Billie Jean King, principal competição de tênis feminina por equipes do mundo. É administrada pela Royal Dutch Lawn Tennis Association.

## História
Os Países Baixos competiram pela primeira vez em 1963. Seus melhores resultados foram os vice-campeonatos de 1968 e 1997.

## Última convocação
Para o Grupo I da Europa/África de 2023, em abril:
- Lesley Pattinama Kerkhove
- Suzan Lamens
- Lexie Stevens
- Bibiane Schoofs
- Demi Schuurs